# TC Pista
El TC Pista (siglas de ACTC: TCP) es un campeonato argentino de automovilismo de velocidad creada por la Asociación Corredores de Turismo Carretera en el año 1995. Su fin era preparar pilotos provenientes de categorías zonales que deseen competir en el Turismo Carretera. Además permitió absorber aquellos pilotos que no cabían en la parrilla del TC cuando pasaron de utilizarse circuitos ruteros a autódromos permanentes. Esta divisional, posee el mismo reglamento que la divisional mayor, pero difiere en la preparación de sus autos, siendo estos de menor potencia. A Rubén Muñiz le cupo el honor de ser su primer campeón a bordo de un Ford Falcon.
Actualmente, el campeonato se define por medio de un sistema de Play Off implementado por ACTC, el cual pone en juego la Copa de Plata "Río Uruguay Seguros" y otorga además un cupo limitado de ascensos a la categoría mayor.

## Cronología
- En 1995 la Asociación Corredores de Turismo Carretera crea el TC Pista, una divisional menor del Turismo Carretera, la cual fue primeramente ideada para ofrecer un espacio más accesible, a aquellos pilotos que no venían participando con regularidad en las temporadas del TC. Con el tiempo, pasó a ser la principal división promotora de pilotos para incursionar en el Turismo Carretera. En materia reglamentaria, posee un reglamento similar al del TC con restricciones mecánicas, ya que la potencia de sus coches es disminuida en relación con la primera división. En su primer año, se realizaron dos carreras de exhibición al finalizar la temporada del TC, utilizando un parque automotor compuesto por vehículos que no estaban siendo utilizados con regularidad. A Rubén Muñiz, con un Ford Falcon le cupo el honor de ser su primer campeón.
- En 1996 y 1997, Dodge vuelve a figurar en los primeros planos del automovilismo nacional. Luego del dominio ejercido en los años '80, con Roberto Mouras y Oscar Castellano a la cabeza, esta marca consigue responder a Ford con un doblete, siendo estos sus primeros títulos de la década del '90. Los mismos se repartieron entre Guillermo Tambucci ('96) y José Luis Firmani ('97), ambos con sendas unidades Dodge GTX.
- En 1998, Chevrolet se suma a Dodge y Ford en el tablero de campeones, al coronarse como monarca el piloto Roberto Rivas a bordo de un Chevrolet Chevy.
- En el período 1998-2001, Chevrolet y Ford se repartieron títulos de manera intercalada. A Roberto Rivas, lo sucedió en 1999 el piloto Fabrizio Benedetti a bordo de un Ford Falcon. En el año 2000, Chevrolet recuperó el cetro de la mano de Alejandro Ramón, quien de esta manera se convierte en el último campeón del siglo XX. En 2001, Javier Bernardini se consagra devolviéndole a Ford la corona.
- A partir del título de Bernardini, comienza un predominio de la marca Ford, la cual se extiende desde 2001 hasta 2004. Precisamente, en este último año fue que el TC Pista alcanzó su máximo número de inscriptos en su corta historia, al superar el número de 60 máquinas. A causa de esto, ACTC decidió desdoblar el Torneo en dos, creando el TC Pista B y disponiendo que TC Pista A, continúe como telonera del Turismo Carretera, mientras que el TC Pista B sea telonera del Top Race Original (categoría que también era regenteada por ACTC), siempre manteniendo el sistema de ascensos entre el TCP y el TC. Ese año, Ford festejó por partida doble con los títulos de Maximiliano Juan en el TCP A y de Luis Hernández en el TCP B, ambos con Ford Falcon.[1] Sin embargo, el título de Hernández no computa para el TC Pista, ya que esa categoría conocida como TC Pista B, fue denominada al año siguiente como TC Mouras, quedando dicho título dentro de esa categoría.
- En 2005, Dodge vuelve al título cortando la racha de títulos de Ford. En este año comienzan a emerger pilotos cuyos apellidos están ligados a la historia del Turismo Carretera. Ese 2005 y a bordo de una “moderna” coupé Dodge Cherokee (Dodge GTX), se consagra campeón Jonatan Castellano, hijo del excampeón de TC Oscar Castellano. Al año siguiente, Ford recupera la corona de la mano de Juan Bautista De Benedictis, hijo de Juan Antonio “Johnny” de Benedictis, un expiloto que supo ser subcampeón de TC y protagonista en la década del ’90.
- En 2007 se define el primer campeonato de manera polémica, al proclamarse campeón Próspero Bonelli con un Ford Falcon. La situación se produjo a causa de la desclasificación de Juan Marcos Angelini, quién se había alzado con el campeonato. Lamentablemente, una impericia por parte de su equipo durante los festejos, hicieron que el motor del Dodge Cherokee perdiera su regulación en la compresión, desembocando en la posterior desclasificación de Angellini y en la coronación de Bonelli.[2]
- Este año también tuvo su ribete polémico más álgido, al anunciarse el debut del ex tester de Fórmula 1, José María López en el Turismo Carretera. La polémica se instaló a causa de un intento por parte de la dirigencia de ACTC de no dejarlo correr, ya que imponía como requisito el haber subido previamente a un TC Pista para correr en TC. Esta imposición sonaba totalmente ilógica, dado el hecho de que López poseía licencia de piloto de F1. Finalmente, el debut de López se pospuso al año siguiente, donde terminaría subiendo a un TC sin hacer escala por el TC Pista.
- En 2008 ocurre un hito importante en la historia del TC Pista: El debut y la consagración del piloto más joven de la historia. La fortuna recayó en manos de Agustín Canapino (hijo del reconocido chasista de TC, Alberto Canapino), quién a bordo de su Chevrolet Chevy y con tan solo 18 años, no solo debutó en la categoría, también se consagró campeón de la misma, devolviéndole a Chevrolet el título tras siete años de sequía.
- Conforme a lo implementado en 2008 por parte de ACTC para el Turismo Carretera, en 2009 se inaugura el sistema de Play Off para definir al campeón de TC Pista, cuyo premio máximo es la Copa de Plata "Río Uruguay Seguros", además de otorgar ascensos al TC. Nuevamente, un apellido histórico irrumpe en la escena al proclamarse campeón Tomás Urretavizcaya (hijo de Roberto Urretavizcaya), quién le otorga a Chevrolet su primer bicampeonato consecutivo, además de ser el primer campeón definido por Sistema de Play Off.
- Tras haber batallado en 2009 por la Copa de Plata y rehusando a su derecho de ascender al TC, el piloto bernalense Mauro Giallombardo decide seguir experimentando en el TC Pista, logrando finalmente en 2010 alzarse con el título de campeón a bordo de un Ford Falcon y otorgándole a Ford su novena corona.

## Campeones
| Año  | Piloto                      | Marca           |
| ---- | --------------------------- | --------------- |
| 1995 | Rubén Muñiz                 | Ford Falcon     |
| 1996 | Guillermo Tambucci          | Dodge GTX       |
| 1997 | José Luis Firmani           | Dodge GTX       |
| 1998 | Roberto Rivas               | Chevrolet Chevy |
| 1999 | Fabrizio Benedetti          | Ford Falcon     |
| 2000 | Alejandro Ramón             | Chevrolet Chevy |
| 2001 | Javier Bernardini           | Ford Falcon     |
| 2002 | José Savino                 | Ford Falcon     |
| 2003 | Lionel Ugalde               | Ford Falcon     |
| 2004 | Maximiliano Juan            | Ford Falcon     |
| 2005 | Jonatan Castellano          | Dodge Cherokee  |
| 2006 | Juan Bautista De Benedictis | Ford Falcon     |
| 2007 | Próspero Bonelli            | Ford Falcon     |
| 2008 | Agustín Canapino            | Chevrolet Chevy |
| 2009 | Tomás Urretavizcaya         | Chevrolet Chevy |
| 2010 | Mauro Giallombardo          | Ford Falcon     |
| 2011 | Leonel Sotro                | Ford Falcon     |
| 2012 | Luciano Ventricelli         | Ford Falcon     |
| 2013 | Nicolás Pezzucchi           | Dodge Cherokee  |
| 2014 | Camilo Echevarria           | Chevrolet Chevy |
| 2015 | Esteban Gini                | Torino Cherokee |
| 2016 | Nicolás Cotignola           | Torino Cherokee |
| 2017 | Valentín Aguirre            | Dodge Cherokee  |
| 2018 | Juan Cruz Benvenuti         | Torino Cherokee |
| 2019 | Diego Ciantini              | Chevrolet Chevy |
| 2020 | Ayrton Londero              | Ford Falcon     |
| 2021 | Kevin Candela               | Ford Falcon     |
| 2022 | Otto Fritzler               | Ford Falcon     |
| 2023 | Tobías Martínez             | Chevrolet Chevy |
| 2024 | José Hernán Palazzo         | Chevrolet Chevy |

## Tabla general
(ordenada por orden de marcas con más títulos)
| Marca     | Modelos                     | Campeones                        | Campeonatos | Total      |
| --------- | --------------------------- | -------------------------------- | ----------- | ---------- |
| Ford      | Ford Falcon (14 títulos)    | Rubén Muñiz (1 título)           | 1995        | 14 títulos |
| Ford      | Ford Falcon (14 títulos)    | Fabrizio Benedetti (1 título)    | 1999        | 14 títulos |
| Ford      | Ford Falcon (14 títulos)    | Javier Bernardini (1 título)     | 2001        | 14 títulos |
| Ford      | Ford Falcon (14 títulos)    | José Savino (1 título)           | 2002        | 14 títulos |
| Ford      | Ford Falcon (14 títulos)    | Lionel Ugalde (1 título)         | 2003        | 14 títulos |
| Ford      | Ford Falcon (14 títulos)    | Maximiliano Juan (1 título)      | 2004        | 14 títulos |
| Ford      | Ford Falcon (14 títulos)    | Juan B. De Benedictis (1 título) | 2006        | 14 títulos |
| Ford      | Ford Falcon (14 títulos)    | Próspero Bonelli (1 título)      | 2007        | 14 títulos |
| Ford      | Ford Falcon (14 títulos)    | Mauro Giallombardo (1 título)    | 2010        | 14 títulos |
| Ford      | Ford Falcon (14 títulos)    | Leonel Sotro (1 título)          | 2011        | 14 títulos |
| Ford      | Ford Falcon (14 títulos)    | Luciano Ventricelli (1 título)   | 2012        | 14 títulos |
| Ford      | Ford Falcon (14 títulos)    | Ayrton Londero (1 título)        | 2020        | 14 títulos |
| Ford      | Ford Falcon (14 títulos)    | Kevin Candela (1 título)         | 2021        | 14 títulos |
| Ford      | Ford Falcon (14 títulos)    | Otto Fritzler (1 título)         | 2022        | 14 títulos |
| Chevrolet | Chevrolet Chevy (8 títulos) | Roberto Rivas (1 título)         | 1998        | 8 títulos  |
| Chevrolet | Chevrolet Chevy (8 títulos) | Alejandro Ramón (1 título)       | 2000        | 8 títulos  |
| Chevrolet | Chevrolet Chevy (8 títulos) | Agustín Canapino (1 título)      | 2008        | 8 títulos  |
| Chevrolet | Chevrolet Chevy (8 títulos) | Tomás Urretavizcaya (1 título)   | 2009        | 8 títulos  |
| Chevrolet | Chevrolet Chevy (8 títulos) | Camilo Echevarria (1 título)     | 2014        | 8 títulos  |
| Chevrolet | Chevrolet Chevy (8 títulos) | Diego Ciantini (1 título)        | 2019        | 8 títulos  |
| Chevrolet | Chevrolet Chevy (8 títulos) | Tobías Martínez (1 título)       | 2023        | 8 títulos  |
| Chevrolet | Chevrolet Chevy (8 títulos) | José Hernán Palazzo (1 título)   | 2024        | 8 títulos  |
| Dodge     | Dodge GTX (2 títulos)       | Guillermo Tambucci (1 título)    | 1996        | 5 títulos  |
| Dodge     | Dodge GTX (2 títulos)       | José Luis Firmani (1 título)     | 1997        | 5 títulos  |
| Dodge     | Dodge Cherokee (3 títulos)  | Jonatan Castellano (1 título)    | 2005        | 5 títulos  |
| Dodge     | Dodge Cherokee (3 títulos)  | Nicolás Pezzucchi (1 título)     | 2013        | 5 títulos  |
| Dodge     | Dodge Cherokee (3 títulos)  | Valentín Aguirre (1 título)      | 2017        | 5 títulos  |
| Torino    | Torino Cherokee (3 títulos) | Esteban Gini (1 título)          | 2015        | 3 títulos  |
| Torino    | Torino Cherokee (3 títulos) | Nicolás Cotignola (1 título)     | 2016        | 3 títulos  |
| Torino    | Torino Cherokee (3 títulos) | Juan Cruz Benvenuti (1 título)   | 2018        | 3 títulos  |